# Gleb Retívyj
Gleb Serguéyevich Retívyj –en ruso, Глеб Сергеевич Ретивых– (Chaikovski, 30 de diciembre de 1991) es un deportista ruso que compite en esquí de fondo.
Ganó tres medallas en el Campeonato Mundial de Esquí Nórdico, en los años 2019 y 2021.

## Palmarés internacional
| Campeonato Mundial | Campeonato Mundial    | Campeonato Mundial | Campeonato Mundial   |
| Año                | Lugar                 | Medalla            | Prueba               |
| ------------------ | --------------------- | ------------------ | -------------------- |
| 2019               | Seefeld (Austria)     | Medalla de plata   | Velocidad por equipo |
| 2019               | Seefeld (Austria)     | Medalla de bronce  | Velocidad individual |
| 2021               | Oberstdorf (Alemania) | Medalla de bronce  | Velocidad por equipo |